# دانشگاه غزنی
دانشگاه غزنی در سال ۱۳۸۷ تأسیس شد و در حال حاضر داری پنج دانشکده روزانه با ۱۷ رشته تحصیلی و یک دانشکده شبانه با دورشته تحصیلی دارد. این دانشگاه ۴٬۶۰۰ دانشجو دارد و رئیس آن پوهنوال محمد بایر درمل می‌باشد.
در سال ۱۳۹۸، شمار دانشجویان این دانشگاه ۳۱۷۳ بود که از ۸۴۰ دانشجو را دختران تشکیل می‌دادند. میان سال ۱۳۹۰–۹۸، ۳۰۴۰ دانشجوی پسر و ۷۰۵ دانشجوی دختر، با حساب مجموعی ۳۷۷۵ از این دانشگاه در سطح لیسانس/کاردانی فارغ‌التحصیل شده‌اند.
این دانشگاه در سال ۱۳۸۷ با دو دانشکده در ساختمان کتابخانه عامه حکیم سنایی تأسیس شده، دانشجویان در دانشکده‌های زراعت (رشته‌های هارتکلچر و اگرانومی) و در دانشکده تعلیم و تربیه (رشته‌های ادبیات دری و ریاضی) تحصیل می‌کردند. در سال نخست این دانشگاه، ۱۱۱ دانشجو (۱۴ دختر و ۹۷ پسر) داشت که بعداً دانشجویان بیشتر افزوده شده، اکنون دارای ۵ دانشکده: زراعت، تعلیم و تربیه، ادبیات، شرعیات، اقتصاد و یک برنامه شبانه می‌باشد. برنامه شبانه دارای دو رشته زبان ادبیات دری و زبان ادبیات پشتو می‌باشد که اولین فارغان آن ۶۸ دانشجو در سال ۱۳۹۷ بودند.
کادر علمی این دانشگاه در سال ۱۳۹۷، ۱۳۷ استاد بود که شامل ۱ پوهنوال، ۵ پوهنمل، ۴۲ پوهنیار، ۳ نامزد پوهنیار و ۴۰ پوهیالی می‌شدند. کارمندان مدیریتی این دانشگاه ۳۸ نفر و کارکنان خدماتی آن ۳۷ نفر هستند. این دانشگاه ۵۰۰ جریب فضای آموزشی دارد و در آن سه ساختمان سه طبقه دانشکده زراعت و خوابگاه‌هی دختران و سه ساختمان چهار طبقه دانشکده انجنیری و خوابگاه‌های پسران می‌باشد.

## دانشکده‌ها و رشته‌ها
- دانشکده تعلیم و تربیه
  - کمپیوتر ساینس
  - ریاضی
  - فیزیک
  - کیمیا
  - بیولوژی
  - تاریخ
  - پیداگوژی
  - دانشکده زراعت
  - اقتصاد زراعتی
  - اگرانومی
  - هارت‌کلچر
- اقتصاد
  - مالی و بانکی
  - اداره و منجمنت
  - دانشکده زبان و ادبیات
  - زبان و ادبیات دری
  - زبان و ادبیات پشتو
  - زبان و ادبیات عربی
  - زبان و ادبیات انگلیسی
  - دانشکده شرعیات
  - فقه و قانون
  - تعلیمات اسلامی
  - دانشکده بخش شبانه
  - زبان و ادبیات دری
  - زبان و ادبیات پشتو

این دانشگاه دارای ساحه حدود ۵۰۰ جریب زمین و داشتن بلاک‌های تدریسی می‌باشد. و همچنان دارای مرکز تکنولوژی معلوماتی و کتابخانه است.